# メガゾール
メガゾール（英：Megazol、CL 64855）は、ニトロイミダゾール系薬物で、いくつかの原生動物感染を治療する。
ニトロイミダゾールの研究では、この薬がシャーガス病とアフリカ睡眠病の原因であるクルーズトリパノソーマとブルーストリパノソーマにそれぞれ極めて有効であることが分かった。この薬物は、ゴールドスタンダードとされる標準的なベンズニダゾール療法（シャーガス病）よりも有意に有効である。これは他のニトロイミダゾールはこれらの病原体に対して効果がないことが証明されているにもかかわらずである。